# Зловживання лапками
Зловживання лапками — гіперкоректна тенденція укладати в письмовій мові слова, вживані в переносному значенні, в лапки.

## Історія
Термін «зловживання лапками» ввів Б. С. Шварцкопф.
З першої публікації в 1967 році і досі лінгвісти, філологи, журналісти та письменники намагаються привернути увагу як фахівців, так і широкої публіки до проблеми зловживання лапками.

## Оцінки
Лев Успенський вважав таке надмірне використання лапок перестрахуванням (мовляв, раптом подумають, що автор сам вживає подібні висловлювання), Дмитро Биков — бажанням дистанціюватися від вживаних слів, Гасан Гусейнов вважає, що зловживання лапками — «результат ідеологічного вторгнення в свідомість».